# Заводской (Чернский район)
Заводской — опустевший хутор в Чернском районе Тульской области в составе Тургеневского сельского поселения.

## География
Находится в юго-западной части Тульской области на расстоянии приблизительно 25 км на запад-юго-запад по прямой от поселка Чернь, административного центра района.

## История
В 1859 году здесь (тогда деревня Никольское Чернского уезда Тульской губернии) было отмечено 18 дворов, в конце 1930-х годов — 63.

## Население
Постоянное население составляло 195 человек (1859 год), 2 (русские 100 %) в 2002 году, 0 в 2010.